# Безобразов, Дмитрий Владимирович
Дми́трий Влади́мирович Безобра́зов (11 (23) апреля 1862 — после 1917) — управляющий Тифлисской конторой Государственного банка, камергер.

## Биография
Происходил из старинного дворянского рода Московской и Тверской губерний Безобразовых. Сын академика и сенатора В. П. Безобразова. Внук лицеиста первого выпуска, статс-секретаря Д. Н. Маслова.
С 1873 по 1880 годы учился в гимназии при Санкт-Петербургском историко-филологическом институте, затем в Александровском лицее, по окончании которого в 1883 году, поступил на службу в кредитную канцелярию Министерства финансов, откуда в следующем году перешел в департамент окладных сборов. 20 мая 1885 года был назначен первым в России податным инспектором сначала в Тверскую губернию по Новоторжскому и Старицкому уездам, оттуда в 1887 году переведен в Московскую губернию по Серпуховско-Подольскому участку, а в 1888 году — в город Москву.
В 1889 году перешел в Министерство внутренних дел, будучи назначенным чиновником особых поручений при Иркутском генерал-губернаторе, а в 1892 году занял должность делопроизводителя генерал-губернаторской канцелярии. В 1894 году вернулся в Министерство финансов и получил назначение управляющим Калишским отделением Государственного банка, каковую должность занимал до 1897 года, когда был переведен в Ташкент, откуда спустя два месяца был назначен чиновником Министерства финансов, с возложением обязанностей по исполнению должности управляющего Учетно-Ссудным банком в Персии в Тегеране. Эту должность занимал до 1899 года, когда перешел управляющим Ревельским отделением Государственного банка.
В 1905 году был приглашён на пост старшего инспектора Государственного банка в Санкт-Петербурге, откуда в 1907 году назначен управляющим Тифлисским отделением Государственного банка, оставаясь в этой должности и по преобразовании в 1910 году отделения в контору. Также состоял чиновником особых поручений Министерства финансов. Дослужился до чина действительного статского советника (1908), состоял в придворном звании камергера (1909). Был членом Общества возрождения художественной Руси.
Судьба после 1917 года неизвестна. 

## Семья
Был женат на Горемыкиной, племяннице председателя Совета министров И. Л. Горемыкина.

## Награды
- Орден Святого Станислава 2-й ст. (1897);
- Орден Святой Анны 2-й ст. (1903);
- Орден Святого Владимира 4-й ст. (1906);
- Орден Святого Владимира 3-й ст. (1911).

- медаль «В память царствования императора Александра III»
- медаль «В память 300-летия царствования дома Романовых»

Иностранные:
- персидский Орден Льва и Солнца 2-й ст. (1899).